# 堀江尚志
堀江 尚志（ほりえ なおし、1897年〈明治30年〉2月23日 - 1935年〈昭和10年〉6月5日）は、日本の彫刻家。

## 略歴
岩手県盛岡市で鉄道員の堀江磐男の長男として生まれる。1922年、東京美術学校（現・東京芸術大学）彫刻科卒。朝倉文夫に学び、第2回帝展、第3回帝展に出展し特選。
1928年（昭和3年）10月、朝倉が帝展に制度改革を建議した上で審査員を辞任。堀江は朝倉を批判し、袂を分つこととなった。1931年（昭和6年）、同じく朝倉塾を脱退した安藤照と塊人社を創立。
1934年（昭和9年）、帝展の審査員に選ばれる。1935年（昭和10年）6月5日、結核のため死去。38歳没。

## 作品
- ある女（1920年〈大正9年〉）
- 顔（1922年〈大正11年〉）
- 松橋宗明像（1923年〈大正12年〉）
- 少女座像（1924年〈大正13年〉）
- 狗（1929年〈昭和4年〉）
- トルソ（1932年〈昭和7年〉頃）
- 鯉（1933年〈昭和8年〉）
- 兎（1934年〈昭和9年〉）
- 西君の像（1934年〈昭和9年〉）
- 首（1934年〈昭和9年〉頃）
- 十文字大元像（1935年〈昭和10年〉）